# Richard Wright (musiker)
Richard William Wright, född 28 juli 1943 i Hatch End i Harrow i London, död 15 september 2008 i Kensington i London, var en brittisk musiker som spelade klaviaturer i den progressiva rockgruppen Pink Floyd. Han var den mest tystlåtna bandmedlemmen, och det finns inte mycket fakta och information om honom. Wright var ingenjörsstudent, och på universitetet mötte han Nicholas Mason, Roger Waters, Bob Klose och Roger "Syd" Barrett som senare skapade Pink Floyd.
Wright tvingades lämna Pink Floyd 1979 efter ett bråk med Roger Waters, men återvände 1986 efter att Waters i sin tur lämnat gruppen. På Live8-galan 2005 återförenades Wright tillfälligt med Pink Floyd, inklusive Roger Waters.
Wright hade också mellan åren 1983 och 1985 ett band vid namn Zee med Dave Harris.
År 2006 släppte Pink Floyd-kollegan David Gilmour sitt soloalbum On an Island, där Wright medverkar i några låtar, både med sång och på synthesizer och orgel. Han medverkade även på den efterföljande turnén.
Wright avled i sitt hem den 15 september 2008 efter en tid med lungcancer.

## Diskografi
- 1978 – Wet Dream (soloalbum)
- 1984 – Identity (med bandet Zee)
- 1996 – Broken China (soloalbum)